# Sternula saundersi
El charrancito de Saunders o gaviotín de tallos negros (Sternula saundersi) es una especie de ave en la familia Sternidae, del orden Charadriiformes, que vive en Oriente Medio y el este de África.

## Distribución y hábitat
Se encuentra en Baréin, Irán, Israel, Kenia, Madagascar, Pakistán, Omán, Arabia Saudí, Tanzania, Emiratos Árabes Unidos y Yemen.

Sus hábitats naturales son las costas y charcas intermareales. Son raros en el interior.

## Descripción
Mide entre 20 y 28 cm de longitud, pesa en torno aq los 40-50 gr y su envergadura puede alcanzar los 55 cm. Es muy similar al charrancito común (Sterna albifrons).

## Alimentación
Se alimenta fundamentalmente de peces y crustáceos pequeños, que captura zambulléndose en el agua. Ocasionalmente también puede capturar insectos. 